# Jalapa (Indiana)
Jalapa è un census-designated place (CDP) degli Stati Uniti d'America, situato nello stato dell'Indiana, nella contea di Grant.